# Tatiana Rojo
Pour les articles homonymes, voir Rojo.
Tatiana Rojo est une actrice et humoriste française d'origine ivoirienne, née au Havre en 1980

## Biographie
Tatiana est une comédienne et humoriste d'origine ivoirienne et gabonaise. Née au Havre, elle part dès ses sept ans avec sa mère et ses sœurs vivre à San-Pedro en Côte d'Ivoire où elle commence le théâtre très tôt.
Elle obtient le prix de la meilleure comédienne du mini varietoscope à l'âge de dix ans. À quatorze ans, grâce à son interprétation d'une adaptation d'une œuvre de Paul Yao Akoto, elle est nommée meilleure comédienne nationale. À dix-huit ans elle vient à Paris où elle commence avec des petits rôles. On la voit en 2002 dans Fatou, l'espoir de Daniel Vigne jouer le rôle de Malika. En 2008 elle est remarquée dans le long métrage La Rivale d’Edouard Carrion, avec le rôle sulfureux de Thérèse.
Elle décide de monter sur scène en 2009 en créant le spectacle À l'état brut, dont les sketchs sont vus plus de 60 000 fois sur YouTube. En 2012, elle joue au festival d’Avignon et enchaîne les représentations dans toute la France et en Afrique.
Tatiana Rojo est à l'affiche en 2014 dans plusieurs films qui ont fait le box office : Le Crocodile du Botswanga, Les Rayures du zèbre (nommée casting du mois du magazine So Film) aux côtés de Benoît Poelvoorde et dans la comédie française Qu'est-ce qu'on a fait au Bon Dieu ? vu par plus de 19 000 000 de spectateurs dans le monde.
Le 7 mai 2015, elle reçoit le prix de la meilleure actrice au festival du film de Montréal pour son rôle dans Danbé, la tête haute, téléfilm diffusé sur Arte et adapté du roman autobiographique de la championne franco-malienne de boxe Aya Cissoko (coécrit avec Marie Desplechin).

## Filmographie

### Télévision
- 1999 : La Kiné, série de Daniel Vigne
- 2000 : La Panthère noire, épisode shift
- 2003 : Fatou, l'espoir, téléfilm de Daniel Vigne :  Malika
- 2005 : Commissaire Valence, série - épisode : l'infirmière
- 2006 : Visite médicale, de Félix Murat : la camerounaise
- 2007 : La rivale d'Edouard Carrion : Thérèse
- 2007 : SistaHood de Nolda Massamba : Julie
- 2007-2008 : Univers paralits de Tommaso Volpi : Denise
- 2010 : C'est à Dieu qu'il faut le dire (Si Dieu veut) d'Elsa Diringer[3]
- 2011 : Goldman de Christophe Blanc : la prostituée
- 2012 : Comme un lion de Samuel Collardey : Fatou
- 2015 : Danbé, la tête haute de Bourlem Guerdjou : Massiré
- 2016 : Marion, 13 ans pour toujours de Bourlem Guerdjou : Zahia
- 2021 : Les Héritières de Nolwenn Lemesle : Zenab

### Cinéma
- 2009 : Laurent et Safi d'Anton Vassil (comédie musicale) : Safi
- 2011 : L'élève Ducobu de Philippe de Chauveron : la psy (Scène coupée)
- 2011 : 10 jours en or de Nicolas Brossette : Marie
- 2014 : Les Rayures du zèbre de Benoit Mariage : Gigi [4]
- 2014 : Qu'est-ce qu'on a fait au Bon Dieu ? de Philippe de Chauveron : Viviane
- 2014 : Le Crocodile du Botswanga : Monique
- 2015 : Les Chevaliers blancs de Joachim Lafosse : Christine
- 2016 : La Vie de château :  Fatou
- 2017 : La Mélodie de Rachid Hami
- 2018 : Mon Ket de François Damiens : Patience
- 2019 : Qu'est-ce qu'on a encore fait au Bon Dieu ? : Viviane
- 2019 : Damien veut changer le monde de Xavier de Choudens : Rama
- 2021 : Qu'est-ce qu'on a tous fait au Bon Dieu ? de Philippe de Chauveron : Viviane
- 2024 : Jamais sans mon psy d'Arnaud Lemort : Flavie
- 2025 : Doux Jésus de Frédéric Quiring : l'infirmière

### Doublage
- 2012 : Aya de Yopougon de Marguerite Abouet : Adjoua

## Théâtre
- 2015 : Amou Tati dans la Dame de fer (one woman show) à l'Apollo Théâtre[5] (Paris), mis en scène par Éric Checco.